# Церковь Святого Антония Падуанского (Белград)
Церковь Святого Антония Падуанского — католический храм в столице Сербии городе Белграде (район Звездара), яркое и необычное произведение архитектора Йоже Плечника на стыке модерна и конструктивизма.
Церковь была построена в 1929—1932 годах для францисканского мужского монастыря в ознаменование 700-летия со дня смерти Святого Антония Падуанского. Она выполнена из железобетона и облицована красным кирпичом — как снаружи, так и изнутри, бетонно-серыми остались лишь акцентирующие горизонтальные пояса и оконные проёмы.
Здание имеет форму ротонды, что отсылает к классическим античным моделям раннехристианских храмов (таким как римский Пантеон или церковь Святого Георгия в Салониках), а также к средневековым романским круглым церквям (как Старый собор в Брешии). Диаметр основного объёма 25 метров, высота — 17,5 метров; с востока к нему пристроена абсида, а с запада — нартекс с крыльцом под деревянной крышей, поддерживаемой тремя парами тонких колонн, и с большим круглым окном несколько выше. Круглая в плане колокольня высотой 52 метра и диаметром 7 метров, пристроенная вплотную к ротонде с юго-востока, была предусмотрена проектом, однако построил её в 1962 году уже ученик Йоже Плечника — Янез Валентинчич. Таким образом, в целом архитектурная композиция сооружения представляет собой в плане соприкасающиеся круги — больший и меньший. Это призвано, по замыслу архитектора, символизировать распространённый иконографический сюжет Святого Антония, держащего на руках младенца Христа. От купола, которым по проекту должна была завершаться ротонда, отказались, чтобы соблюсти каноны простоты, присущие францисканскому ордену.
В главном алтаре церкви, который находится в абсиде, стоит бронзовая скульптура Святого Антония Падуанского с младенцем Христом на руках, созданная в 1935 году Иваном Мештровичем. Под главным алтарём устроен склеп. Пять малых алтарей расположены по кругу в нишах, завершающихся конхами.